# Neil Alexander
Neil Alexander (Edinburgh, 10 maart 1978) is een Schots oud-voetballer (doelman) en keeperstrainer.
Alexander begon zijn voetbalcarrière bij Stenhousemuir. Daarna kwam hij uit voor Livingston, Cardiff City, Ipswich Town, Rangers, Crystal Palace, Heart of Midlothian FC en Aberdeen, om uiteindelijk zijn carrière als doelman af te sluiten bij zijn oude club Livingston. Daarnaast kwam hij in 2006 driemaal uit voor het Schotse nationale elftal.
Alexander stopte in juni 2018 met voetballen en werd keeperstrainer bij Dundee United. Hij verliet deze club in juli 2021.